# 파편들
《파편들》(영어: Shivers)은 캐나다에서 제작된 데이비드 크로넌버그 감독의 1975년 SF 공포 영화이다. Shivers 외에 The Parasite Murders와 They Came from Within이란 영어 제목으로도 유통되었다. 폴 햄프턴 등이 출연하였고, 아이번 라이트먼 등이 제작에 참여하였다.

## 줄거리
몬트리올 외곽의 스타라이너 섬에 위치한 고급 아파트 스타라이너 타워스. 어느 날 거주민인 의사 에밀 홉스가 다른 거주민 애너벨의 배를 가르고 산을 부어 살해한 뒤 본인도 자살하는 일이 발생한다.
홉스와 그의 동료 롤로 린스키는 인체의 장기 기능을 대신하는 기생 동물에 관한 실험을 운용 중이었는데, 홉스는 이 기생 생물을 최음 증상을 유발하는 성병을 퍼트리는 수단으로 개발한 뒤 애너벨을 실험 대상으로 이용하다가 감당이 안 되자 죽여버린 것이다. 홉스는 이 기생 생물을 통해 지나치게 이성적인 현생 인류가 잃어버린 원초의 성적, 공격적 충동성을 되살릴 계획이었다.
기생 생물은 아파트 내를 이동하며 거주민들을 공격한다. 공격 주기는 곧 기하급수적으로 증가하고, 감염된 거주민들은 성관계를 위해 타 거주민들에게 달려들거나 살육을 벌이기 시작한다. 새벽에 생존 주민들은 감염된 상태로 몬트리올로 향하는 다리로 빠져나간다. 아침 라디오 뉴스에서 몬트리올시 전역에서 성폭력이 벌어지고 있다는 보도가 흘러나오며 영화가 끝이 난다.

## 출연
- 폴 햄프턴 - 로저 세인트 룩 역
- 조 실버 - 롤로 린스키 역
- 린 라우리 - 간호사 포사이스 역
- 앨런 콜먼 - 니컬러스 튜더 역
- 수전 피트리 - 재닌 튜더 역
- 바버라 스틸 - 베츠 역